# Jau, Dinhac e Hloirac
Jau, Dinhac e Hloirac (en francès Jau-Dignac-et-Loirac) és un municipi francès situat al departament de la Gironda i a la regió de la Nova Aquitània.

## Demografia
| 1962                                       | 1968 | 1975 | 1982 | 1990 | 1999 | 2007 | 2015 |
| ------------------------------------------ | ---- | ---- | ---- | ---- | ---- | ---- | ---- |
| 872                                        | 909  | 808  | 803  | 836  | 866  | 994  | 999  |
| Des de 1962: població sense dobles comptes |      |      |      |      |      |      |      |

## Administració
| Període   | Identitat       | Partit   |
| --------- | --------------- | -------- |
| 2001-2008 | Serge Lafond    |          |
| 2008-2014 | Gino Cecchini   | app. UMP |
| 2014-     | Gilles Coutreau |          |